# Breakwater (gruppo musicale)
I Breakwater sono stati un gruppo musicale statunitense funk.

## Storia del gruppo
Formati a Filadelfia nel 1971, i Breakwater vennero messi sotto contratto dall'Arista per poi pubblicare i due album Breakwater (1978) e Splashdown (1980), che entrò alla posizione numero 34 della classifica dei dischi soul di Billboard. L'album contiene anche la traccia Release the Beast, che verrà campionata anni dopo dai Daft Punk nella loro Robot Rock. Il gruppo cessò la sua attività negli anni 1980. I Breakwater fecero sporadiche reunion negli anni 2010.

## Formazione
- Gene Robinson – tromba
- James Gee Jones – batteria
- Lincoln 'Zay' Gilmore – chitarra
- Steve Green – basso
- Vince Garnell – sassofono
- Greg Scott – sassofono, voce
- John 'Dutch' Braddock – percussioni
- Kae Williams Jr. – voce, tastiera

## Discografia

### Album in studio
- 1978 – Breakwater
- 1980 – Splashdown